# هارالد چودای
هارالد چودای (انگلیسی: Harald Czudaj؛ زادهٔ ۱۴ فوریهٔ ۱۹۶۳) ورزشکار بابسلد اهل آلمان بود.
وی در مسابقات کشوری و بین‌المللی در مجموع برندهٔ ۲ مدال طلا، ۲ مدال نقره، ۲ مدال برنز شده‌است.